# HH. Bonifatius en Gezellenkerk
De Heiligen Bonifatius en Gezellenkerk is een kerkgebouw aan de Veldmaterstraat in Haaksbergen, het gebouw en de geloofsgemeenschap maken deel uit van de rooms-katholieke parochie H. Franciscus van Assisië. Het gebouw is in de jaren 1930 gebouwd in de wijk Veldmaat. In 1934 is de kerk ingebruik genomen. De kerk is gewijd aan de Heilige Bonifatius en zijn 52 metgezellen.
In 2009 is Kapel van Onze-Lieve-Vrouw van Vrede in de wijk Veldmaat herbouwd door vrijwiligers van de HH. Bonifatius en Gezellenkerk.